# 少年の日の思い出
『少年の日の思い出』（しょうねんのひのおもいで、原題:Jugendgedenken）は、ドイツ出身のスイス人作家ヘルマン・ヘッセが1931年（昭和6年）に発表した短編小説。
日本では、中学校1年生の国語教科書に掲載されていることで、日本国内での知名度は高い。この作品は2008年（平成20年）以降、「ヘルマン・ヘッセ昆虫展」として具現化され、全国30都市以上で展覧されている。さらには軽井沢高原文庫で開催された際、軽井沢演劇部により朗読劇にもなり、軽井沢ほか東京でも上演された。また、この昆虫展をきっかけに、ヘッセ自身が採集したチョウ（パルテベニヒカゲ）が大阪府在住のコレクター所有のチョウ類コレクションの中から発掘され、大阪市立自然史博物館にてヘッセ昆虫展に合わせ一般公開された。

## 概要
ヘッセが1911年6月6日に、ミュンヘンの雑誌《青年》に発表した『Das Nachtpfauenauge』（クジャクヤママユ）が初稿だが、20年後の1931年に改稿し、題名を『Jugendgedenken』に変え、ドイツの地方新聞「Würzburger General-Anzeiger」の1931年8月1日号に短編小説として掲載された。これ以外にも『蝶』、『蛾』、『小さな蛾』、『小さな蛾の話』などに改題の上、発表されている。
1931年に日本のドイツ文学者である高橋健二がヘッセを訪問し、別れ際に「列車の中で読みたまえ」と渡された新聞の切り抜きが『Jugendgedenken』である。高橋ははじめ、この物語に『少年の日の憶出』の邦題を付けて翻訳したが、後に『少年の日の思い出』に変更された。
1947年に高橋健二訳が、日本の国定教科書に掲載された。それ以来、現在の検定教科書に至るまで70年間以上も掲載され続けており、このヘッセの作品は、日本で最も多くの人々に読まれた外国文学作品の1つと言える。
一方、ドイツで発行された単行本や全集に収録されているのは、すべて1911年の初稿である『Das Nachtpfauenauge』であり『Jugendgedenken』はドイツではほとんど知られていない。これは、先述の通りヘッセが高橋に新聞の切り抜きを渡したために、ヘッセの手元には『Jugendgedenken』が残っておらず、ヘッセの膨大な遺品・資料の整理をしたフォルカー・ミヒェルスでさえも分からなかったためである。
後に、この新聞は千葉県の教師により、ヴュルツブルクの地方新聞社・マインポストのマイクロフィルムから見出され、ヘッセ昆虫展において初公開された。この新聞コピーが日本にあることを突き止めたのは、この昆虫展を制作・運営した日本昆虫協会理事で当時栃木県庁職員であった新部公亮である。新部はまた、大阪より発掘されたパルテベニヒカゲを、東洋大学名誉教授・岡田朝雄（昆虫展の監修者）とともに、ヘッセの採集品であることを証明してみせ、さらには広島県在住の司書が所有していたヘッセの直筆水彩画2点を借り受け、下野市において世界初公開した。内1点の「Agno See」と題された水彩画は、フォルカー・ミヒェルスの勤務するズーアカンプ社に電送され、2013年版「ヘッセ水彩画カレンダー」の4月分を飾った。ドイツ・スイス以外の国に存在する直筆画としては初めての採用であった。
なお岡田は2020年に『少年の日の思い出』とその初稿について詳細に論じている。

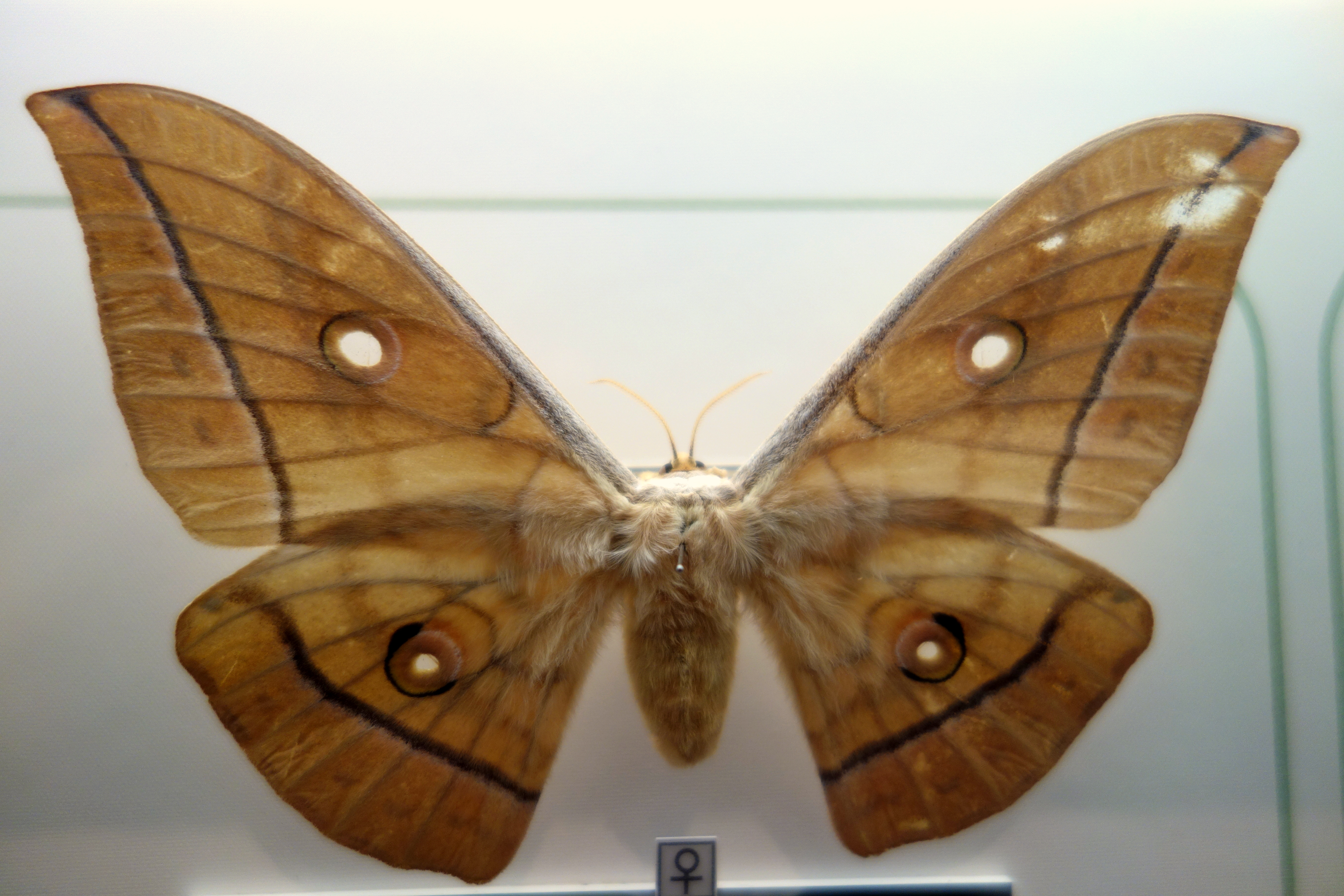
ヤママユガ

1931年当時、この物語の鍵となる蛾（Nachtpfauenauge、直訳では「夜の孔雀の目」）には和名が存在せず、高橋は「楓蚕蛾（ふうさんが）」と訳していた。
後に日本昆虫協会副会長を努めるほどの昆虫好きなドイツ文学者となる岡田が、大学時代（1950年代）にドイツ語の資料を調べたところ、ドイツで「Nachtpfauenauge」（de）と呼ばれる蛾は複数おり、「Mittleres（中型） Nachtpfauenauge」 (en:Saturnia spini)、「Wiener（大型） Nachtpfauenauge」(en:Saturnia pyri)、「Kleines（小型）Nachtpfauenauge」（en:Saturnia pavonia）の3種が問題の蛾の候補に挙げられた。
このうちWiener Nachtpfauenaugeはポケットに入れるには大きすぎること、Kleines Nachtpfauenaugeは希少性が低いことから、Mittleres Nachtpfauenaugeこそがエーミールの蛾であると断定し、岡田によってそれぞれ「クジャクヤママユ」「オオクジャクヤママユ」「ヒメクジャクヤママユ」の和名が付けられた。
一方、クジャクヤママユであれば行わない『敵に対する威嚇行動』が作中で説明されている点については、Nachtpfauenaugeと名前の似ている、スズメガ科のAbendpfauenauge（en:Smerinthus ocellatus、ヨーロッパウチスズメ）の行動をヘッセが混同していた可能性を岡田は指摘している。なお、右のクジャクヤママユ図は、ヘッセが少年時代に飽かず見ていた19世紀末の銅版画図鑑から採ったそのものである。
岡田は大学院時代（1960年ごろ）、指導教授であった高橋に請われて蛾について講釈した折に、「楓蚕蛾」から「クジャクヤママユ」への修正を進言した。高橋の訳である1982年の「ヘッセ全集 2」では、クジャクヤママユではないが、同じヤママユガ科で日本固有種の「ヤママユガ」と表記されている。
岡田は後に、『Jugendgedenken』の初稿である『Das Nachtpfauenauge』を『クジャクヤママユ』の邦題で翻訳している。『Jugendgedenken』も岡田によって新たに訳され、2010年12月に、これを収録した「少年の日の思い出 ヘッセ青春小説集」が出版された。

### 登場するその他の蝶・蛾
ワモンキシタバ
「私」が客に見せた、物語の発端となるヤガ科の蛾（Catocala fulminea Scopoli、1763）。イベリア半島から日本列島にかけてのユーラシア大陸各地に分布し、ドイツではライン上流渓谷とシュヴァーベン高原を中心に分布している。ドイツではGelbes Ordensband（黄色い勲章の綬）と呼ばれる。高橋訳の「黄ベニシタバ蛾」という名の蛾はいない。
キアゲハ
採集の楽しみを回想する冒頭に例示されたアゲハチョウ科の蝶（Papilio machaon Linnaeus, 1758）。ユーラシア大陸全域と北アメリカ大陸北西部の広範囲に分布する。日本ではナミアゲハとともによく見られるアゲハチョウで、ナミアゲハが生息しないドイツでは代表的なアゲハチョウの一種にあたる。ドイツでは Schwalbenschwanz（燕の尾）と呼ばれる。
コムラサキ
「僕」がエーミールを深く嫌悪するきっかけとなったタテハチョウ科の蝶。ドイツではSchillerfalter（幻光色の蝶）と呼ばれる。ドイツには大型・小型の 2 種類が生息している。大型はイリスコムラサキ（Apatura iris）、小型はイリアコムラサキ（Apatura ilia）。日本のコムラサキ（Apatura metis Freyer, 1829）はイリアコムラサキに似ているが別種。北杜夫は、ヘッセの訳書などではよく「ニムラサキ」と誤植されているのを見て疑問に思っていたが、串田孫一の『博物誌』を読んで、当時もっとも信頼されていた独話辞典がSchillerfalterをニムラサキとしていたのが原因だったのを知った。

## あらすじ
原文であるドイツ語には、単語で「蝶」と「蛾」を区別することがない。そのため、以降は「蛾」のことも「蝶」と著す。
子供が寝静まるころ、「私」は蝶集めを始めたことを客に自慢する。客の申し出を受け、「私」はワモンキシタバの標本を見せる。客は少年時代の思い出をそそられ、少年時代は熱心な収集家だったことを述べる。が、言葉と裏腹に思い出そのものが不愉快であるかのように標本の蓋を閉じる。客は非礼を詫びつつ、「自分で思い出を穢してしまった」ことを告白する。
「僕」（客）は仲間の影響で蝶集めを8・9歳のころに始め、1年後には夢中になっていた。その当時の熱情は今になっても感じられ、微妙な喜びと激しい欲望の入り混じった気持ちは、その後の人生の中でも数少ないものだった。
両親は立派な標本箱を用意してくれなかったので、ボール紙の箱に保存していたが、立派な標本箱を持つ仲間に見せるのは気が引けた。そんなある日、「僕」は珍しいコムラサキを捕らえ、標本にした。この時ばかりは見せびらかしたくなり、中庭の向こうに住んでいる先生の息子エーミールに見せようと考えた。エーミールは「非の打ちどころがない」模範少年で、標本は美しく整えられ、破損した翅を膠で復元する高等技術を持っていた。「僕」はそんな彼を嘆賞しながらも、気味悪く、妬ましく、「悪徳」を持つ存在として憎んでいた。エーミールはコムラサキの希少性は認めたものの、展翅技術の甘さや脚の欠損を指摘し、「せいぜい20ペニヒ程度」と酷評したため、「僕」は二度と彼に獲物を見せる気を失った。
「僕」の熱情が絶頂期にあった2年後、エーミールが貴重なクジャクヤママユの繭を手に入れ、羽化させたという噂が立った。本の挿絵でしか出会ったことのないクジャクヤママユは、熱烈に欲しい蝶であった。エーミールが公開するのを待ちきれない「僕」は、一目見たさにエーミールを訪ねる。留守の部屋に忍び込み、展翅板の上に発見する。展翅板からはずし、大きな満足感に満たされて持ち出そうとした。部屋を出たのち、近づくメイドの足音に我に帰った「僕」は、思わず蝶をポケットにねじ込む。罪の意識にさいなまれ、引き返して元に戻そうとしたが、ポケットの中で潰れていることに気づき、泣かんばかりに絶望する。
逃げ帰った「僕」は母に告白する。母は僕の苦しみを察し、謝罪と弁償を提案する。エーミールに通じないと確信する「僕」は気乗りしなかったが、母に促されてエーミールを訪ねる。エーミールが必死の復元作業を試み、徒労に終わっていることを眼前にしながら、「僕」はありのままを告白する。エーミールは舌打ちし、「そうか、そうか、つまり君はそんなやつなんだな。」と皮肉を呟く。「僕」は弁償としておもちゃや標本をすべて譲ることを提案するが、エーミールは「結構だよ。僕は、君の集めたやつはもう知ってる。 そのうえ、今日また、君がちょうをどんなに取りあつかっているか、ということを見ることができたさ。」と冷淡に拒絶した。収集家のプライドを打ち砕かれた「僕」は、飛び掛かりたい衝動を押しとどめて途方に暮れながら軽蔑の視線に耐えた。
一度起きたことは償いのできないことを悟った「僕」を、母が構わずにおいたことが救いだった。「僕」は収集との決別を込めて、標本を1つ1つ、指で粉々に押し潰した。

## 登場人物
ぼく （客）
蝶や蛾の収集に熱中していた少年。貧乏なのでボール紙を標本箱にしており、友達に見せるのをためらっている。
『クジャクヤママユ』では「ハインリヒ・モーア」と名前が設定されている。
エーミール
隣の家に住む、先生の息子。非の打ち所が無い、模範的な少年のようだが、それ自体が主人公にとって悪徳と捉えられている。
小さいながら、きれいに整理された蝶や蛾を所持しており、修理法も会得している。子供にしては、二倍も気味悪い性質をしている。
私
物語冒頭に出てくる、大人になった「ぼく」の友人。
子供ができた影響で、また蝶の収集を始め、それを見た「ぼく」が昔の思い出を語り始める。
「ぼく」の母
「ぼく」に対し、エーミールに謝りに行くよう促し好きな蝶をあげなさいと促した。

## 書籍

### Jugendgedenken （少年の日の思い出）
- 高橋健二訳
  - 『ヘッセ全集 2 (車輪の下) 』（新潮社、1982）ISBN 978-4106812026
- 岡田朝雄訳
  - 『少年の日の思い出 ヘッセ青春小説集』 (草思社、2010) ISBN 978-4794217912

### Das Nachtpfauenauge （クジャクヤママユ）
- 原語
  - Hermann Hesse Sämtliche Werke 8 (Suhrkamp、2001) ISBN 978-3-518-41108-7
- 岡田朝雄訳
  - 『蝶』（岩波書店〈同時代ライブラリー〉、1992）ISBN 978-4002601052
  - 『ヘルマン・ヘッセ全集』 第6巻 (臨川書店、2006) ISBN 978-4-653-03976-1
  - 『ちくま文学の森 3 幼かりし日々』（筑摩書房、1988）ISBN 4-480-10103-9
  - 奥本大三郎編『百蟲譜』
    - （彌生書房、1984）
    - （平凡社〈平凡社ライブラリー〉、1994） ISBN 4582760473

  - 『中学国語 I』（三省堂、2002-2005）
  - 松田哲夫編『小学生までに読んでおきたい文学 ⑤　ともだちの話』（あすなろ書房、2013） ISBN 978-4751527450